# Олешешть (Вранча)
Олешешть, Олешешті (рум. Oleșești) — село у повіті Вранча в Румунії. Входить до складу комуни Цифешть.
Село розташоване на відстані 175 км на північний схід від Бухареста, 17 км на північний захід від Фокшан, 86 км на північний захід від Галаца, 117 км на схід від Брашова.

## Населення
За даними перепису населення 2002 року у селі проживали 949 осіб, з них 946 осіб (99,7%) румунів. Рідною мовою 946 осіб (99,7%) назвали румунську.